# Chersodoma deltoidea
Chersodoma deltoidea là một loài thực vật có hoa trong họ Cúc. Loài này được Sagást. & M.O.Dillon mô tả khoa học đầu tiên năm 1996.